# Kurkelanjärvi (sjö i Egentliga Finland)
Kurkelanjärvi är en sjö i Finland. Den ligger i Salo stad i landskapet Egentliga Finland, i den södra delen av landet, 80 km väster om huvudstaden Helsingfors. Kurkelanjärvi ligger 27,2 meter över havet. I omgivningarna runt Kurkelanjärvi växer i huvudsak blandskog. Arean är 78,8 hektar och strandlinjen är 5,49 kilometer lång. Sjön  ingår i Kisko ås och Bjärnå å huvudavrinningsområde. 